# ژان لوئیس والوا
ژان لوئیس والوا (انگلیسی: Jean-Louis Valois؛ زادهٔ ۱۵ اکتبر ۱۹۷۳) بازیکن فوتبال اهل فرانسه است.
از باشگاه‌هایی که در آن بازی کرده‌است می‌توان به باشگاه فوتبال الخلیج خور فکان، باشگاه فوتبال النصر امارات، باشگاه فوتبال لوتون تاون، باشگاه فوتبال آلمریا، باشگاه فوتبال اوسر، باشگاه فوتبال هارت آف میدلوتیان، باشگاه فوتبال لیل، و باشگاه فوتبال برنلی اشاره کرد.